# Glaphyrus panousei
Glaphyrus panousei là một loài bọ cánh cứng trong họ Glaphyridae. Loài này được Kocher miêu tả khoa học năm 1957.